# Gulögd stare
Gulögd stare (Aplonis mystacea) är en fågel i familjen starar inom ordningen tättingar.

## Utseende och läte
Gulögd stare är en medelstor tätting. Fjäderdräkten är svart med blåaktig glans, stjärten är relativt lång och runt halsen syns en man med lösa fjädrar. Ögat är som namnet avslöjar gult. Ungfårglen har ljus och streckad undersida. Arten liknar sångstare och metallstare men urskiljer sig genom ögonfärgen. Sångstaren har vidare kortare stjärt och syns i andra miljöer. Sången liknar metallstarens, medan lätet är ett kort och raspigt ljud som hörs i flykten.

## Utbredning och systematik
Fågeln förekommer i låglänta regnskogar på södra Nya Guinea. Den behandlas som monotypisk, det vill säga att den inte delas in i några underarter.

## Levnadssätt
Gulögd stare hittas i låglänta skogar, till skillnad från liknande sångstaren som vanligen ses i byar eller öppna områden. Födan antas huvudsakligen bestå av frukt. Den födosöker i trädkronorna hos bland andra Endospermum moluccanum. Fågeln ses vanligen i smågrupper, ibland i större flockar med upp till hundra individer och ofta i blandflockar med metallstare. Den häckar även i kolonier.

## Status och hot
Arten har ett stort utbredningsområde, men tros minska i antal, dock inte tillräckligt kraftigt för att den ska betraktas som hotad. Internationella naturvårdsunionen IUCN listar arten som livskraftig (LC).